# 罗纳德·科斯
罗纳德·哈里·科斯（英語：Ronald Harry Coase，1910年12月29日—2013年9月2日），生於英国英格兰伦敦，英国著名经济学家，美国芝加哥大学经济学教授、芝加哥经济学派代表人物，法律经济学的创始人之一，1991年诺贝尔经济学奖得主。
科斯是交易成本理論、科斯定理與寇斯猜想的提出者，對產權理論、法律經濟學以及新制度經濟學都作出了極大貢獻，1991年获得诺贝尔经济学奖。

## 人物生平

### 早年生活
羅納德·寇斯生於倫敦西北的郊區，威勒斯登（Willesden）。他的父母都是郵局的電報操作員。在他童年時，因為腿部發育有問題，需要穿著輔具來矯正，也因此必須上專為身體有殘疾學生開設的專門學校。

### 学术生涯
他在倫敦大學修學了第一年的商業學士課程，於1932年獲倫敦政治經濟學院商業學士學位，在登迪大學與利物浦大學任教，並於1951年移民美國，開始任教於紐約州立大學水牛城分校，1955年任教於維珍尼亞大學。
1964年後主要任教於芝加哥大学，任法学院的经济学教授直至退休。科斯是芝加哥经济学派代表人物之一，也是法律經濟學的创始人之一。
2013年9月2日，科斯在芝加哥去世，享高壽102岁。

## 家庭
1937年8月7日，寇斯與其妻馬龍·露斯·哈通（Marion Ruth Hartung），在英格蘭倫敦的威勒斯登結婚。其妻來自美國伊利諾州芝加哥，兩人婚後無子。

## 思想
科斯有两篇著名的论文，《企业的性质》，以交易成本概念解释企业规模。《社会成本问题》，主張完善产权界定可解决外部性问题。（参见科斯定理）。
科斯的交易成本学说被奥利弗·威廉姆森引入到现代组织理论中而且现在十分有影响力。

### 企業的本質
寇斯於1937年提出論文《公司的本質》（The Nature of the Firm），在這篇論文中，寇斯討論人們成立企業的原因，以及決定企業規模的因素，並提出交易成本觀念來解釋這個現象。

### 社會成本問題
在1959年，在其論文《联邦通讯委员会》（The Federal Communications Commission）中批评了频率执照制度，并提出财产权作为更有效率的频率分配方案而被称为频率政策改革之父。
於1960年，提出論文《社會成本問題》（The Problem of Social Cost），進一步以財產權的觀念來討論政府介入的必要性。在這篇論文中，寇斯提出，完善定義的財產權，可以解決外部性問題。喬治·斯蒂格勒將這篇文章中的想法，歸納為科斯定理。

### 寇斯猜想
1972年，提出論文《耐久財與壟斷》。

## 著作
- Coase, R. H. . Economica. 1937, 4 (16): 386–405. doi:10.1111/j.1468-0335.1937.tb00002.x.
- Coase, R. H. . Journal of Law and Economics. 1960, 3 (1): 1–44. doi:10.1086/466560.
- Coase, R. H. . Journal of Law and Economics. 1972, 15 (1): 143–49. doi:10.1086/466731.
- Coase, R. H. . Journal of Law and Economics. 1974, 17 (2): 357–76. doi:10.1086/466796.
- Coase, R. H. . American Economic Review. 1992, 82 (4): 713–19. JSTOR 2117340. (Nobel Prize lecture （页面存档备份，存于）)
- Coase, Ronald. . Journal of Economics & Management Strategy. 2006, 15 (2): 255–78. CiteSeerX 10.1.1.424.5083 . doi:10.1111/j.1530-9134.2006.00100.x.
- Coase, Ronald; Wang, Ning. . Entrepreneurship Research Journal. 2011, 2 (1). doi:10.2202/2157-5665.1026.
- How China Became Capitalist (2012) co-authored with Ning Wang. Palgrave Macmillan. ISBN 1137019360.